# Parafia Świętych Apostołów Piotra i Pawła w Wodyniach
Parafia Świętych Apostołów Piotra i Pawła w Wodyniach – parafia rzymskokatolicka w Wodyniach.
Parafia erygowana w 1558. Obecny kościół parafialny drewniany, wybudowany w 1776. Mieści się przy ulicy Siedleckiej.
Terytorium parafii obejmuje Wodynie, Brodki, Kaczory, Kamieniec, Oleśnica, Toki, Wola Serocka oraz  Wola Wodyńska.